# Copa Kirin 2022
La Copa Kirin 2022 (en japonés: キリンカップサッカー 2022) fue la decimotercera edición de esta competición de fútbol amistosa organizada por la Asociación de Fútbol de Japón. Está edición del evento tomó lugar en las ciudades de Kōbe y Suita, el torneo se realizó entre el 10 de junio y el 14 de junio de 2022, y contó con la participación de las selecciones de Chile, Ghana, Japón y Túnez.

## Sedes
| Kōbe Suita        | Kōbe Suita        |
| Kōbe              | Suita             |
| ----------------- | ----------------- |
| Noevir Kobe       | Panasonic Suita   |
| Capacidad: 30 132 | Capacidad: 39 694 |
|                   |                   |

## Equipos participantes
El torneo amistoso contó con un total de 4 selecciones nacionales, para la edición de 2022 fueron:
| Equipos participantes | Equipos participantes | Equipos participantes | Equipos participantes |
| --------------------- | --------------------- | --------------------- | --------------------- |
| Chile                 | Ghana                 | Japón                 | Túnez                 |

## Resultados

### Cuadro de Desarrollo
|  | Semifinales         | Semifinales |                              |   | Final | Final |
|  |                     |             |                              |   |       |       |
|  | 10 de junio - Kōbe  |             |                              |   |       |       |
|  |                     |             |                              |   |       |       |
|  | Chile               | 0           |                              |   |       |       |
|  | Chile               | 0           | 14 de junio - Suita          |   |       |       |
|  | Túnez               | 2           |                              |   |       |       |
|  | Túnez               | 2           | Túnez                        | 3 |       |       |
|  | 10 de junio - Kōbe  |             | Túnez                        | 3 |       |       |
|  |                     | Japón       | 0                            |   |       |       |
|  | Japón               | Japón       | 0                            | 4 |       |       |
|  | Japón               |             |                              | 4 |       |       |
|  | Ghana               | 1           |                              |   |       |       |
|  | Ghana               | 1           | Partido por el tercer puesto |   |       |       |
|  |                     |             |                              |   |       |       |
|  | 14 de junio - Suita |             |                              |   |       |       |
|  |                     |             |                              |   |       |       |
|  | Chile               | 0 (1)       |                              |   |       |       |
|  | Chile               | 0 (1)       |                              |   |       |       |
|  | Ghana (p.)          | 0 (3)       |                              |   |       |       |

### Semifinales
| 10 de junio, 15:15 | Japón                                            | 4:1 (2:1) | Ghana       | Estadio Noevir, Kōbe                                 |                                                      |
|                    | Yamane 29' · Mitoma 45+1' · Kubo 73' · Maeda 82' |           | 44' J. Ayew | Asistencia: 25 100 espectadores Árbitro(s): Kurt Ams | Asistencia: 25 100 espectadores Árbitro(s): Kurt Ams |

| 10 de junio, 18:55 | Chile | 0:2 (0:1) | Túnez                 | Estadio Noevir, Kōbe                                    |                                                         |
|                    |       |           | 41' Abdi · 89' Jebali | Asistencia: 4 973 espectadores Árbitro(s): Tanimoto Ryo | Asistencia: 4 973 espectadores Árbitro(s): Tanimoto Ryo |

### Tercer puesto
| 14 de junio, 15:15 | Chile                                  | 0:0 (1:3 p.)               | Ghana                      | Estadio Panasonic, Suita                                    |  |
|                    |                                        |                            |                            | Asistencia: 6 185 espectadores Árbitro(s): Hiroshi Kasahara |  |
|                    |                                        | Tiros desde el punto penal |                            |                                                             |  |
|                    | Fernández · Alarcón · Brereton · Medel |                            | J. Ayew · Kudus · Issahaku |                                                             |  |

### Final
| 14 de junio, 18:55 | Japón | 0:3 (0:0) | Túnez                                              | Estadio Panasonic, Suita                                       |                                                                |
|                    |       |           | 55' (pen.) Ben Romdhane · 76' Sassi · 90+3' Jebali | Asistencia: 31 292 espectadores Árbitro(s): Ahmed Eisa Darwish | Asistencia: 31 292 espectadores Árbitro(s): Ahmed Eisa Darwish |

|                           |
| Bandera de Túnez          |
| Campeón Túnez 1.er título |

## Estadísticas

### Goleadores
| Jugador                  | Selección | Goles |
| ------------------------ | --------- | ----- |
| Issam Jebali             | Túnez     | 2     |
| Ali Abdi                 | Túnez     | 1     |
| Daizen Maeda             | Japón     | 1     |
| Ferjani Sassi            | Túnez     | 1     |
| Jordan Ayew              | Ghana     | 1     |
| Kaoru Mitoma             | Japón     | 1     |
| Miki Yamane              | Japón     | 1     |
| Mohamed Ali Ben Romdhane | Túnez     | 1     |
| Takefusa Kubo            | Japón     | 1     |